# Random (novela)
Random es una novela escrita por el autor chileno Daniel Rojas. Fue publicada en 2014 por la editorial Narrativa Punto Aparte. Reeditada en México el año 2015 por el sello Down Editores y en 2018 por la editorial peruana Aletheya. La novela fue nominada por la crítica literaria Patricia Espinosa como una de las mejores obras escritas el 2014 en Chile, fue finalista del Premio Latinoamericano Equis, ganadora del Fondo del Libro de Chile y premiada por el Ministerio de Cultura y las Artes de Chile el año 2015. La novela fue presentada en Perú por el escritor Oswaldo Reynoso, también tuvo presentaciones en México y en Cuba. El libro de Daniel Rojas Pachas logró proyectarse a otros medios con una adaptación a corto cinematográfico y los tracks musicales del libro han generado listas musicales por parte de los lectores en redes como spotify. El 2025 el sello Cisnegro de México ha preparado una edición crítica de la novela para celebrar diez años desde su primera publicación. 

## Resumen del argumento
La novela está ambientada en la frontera de Chile y Perú. Random es una obra experimental que simula el viaje por la memoria de un artista atormentado utilizando como estructura saltos aleatorios a través de recuerdos que son invocados gracias a piezas musicales que conforman cada capítulo. La naturaleza fragmentaria del relato principal se amplifica por medio de historias secundarias de crimen, horror, violencia y migración cuyo origen es ambiguo, pues pueden tratarse de piezas escritas del protagonista, reportes policiales, lecturas de otras obras o programas televisivos consumidos por los personajes. Una de las metahistorias narra las peripecias de dos hermanos incestuosos y asesinos seriales que van dejando un rastro de cadáveres en la frontera norte de Chile y el sur del Perú. 

## Epígrafe
La novela está encabezada por el siguiente epígrafe:

«las palabras se transportan, los sistemas se comunican, se prueba la modernidad (como se prueban todos los botones de una radio de la que se desconoce el funcionamiento), pero el intertexto que así se crea es a la letra superficial: adherimos a él liberalmente: el nombre (filosófico, psicoanalítico, político, científico) conserva con su sistema de origen un cordón que no ha sido cortado y que permanece: tenaz y flotante»
Roland Barthes

Acorde al crítico Literario Jorge Lagos Caamaño, el epígrafe inicial -la cita de Barthes- indica la conexión memorística con otros sistemas comunicacionales y que son –querámoslo o no- partes constitutivas de la conciencia humana en el mundo actual. Mientras que para el académico Benjamín Guzmán Toledo se trata de una advertencia al lector sobre la clave de lectura/algoritmo y propone una nueva poética narrativa para la literatura  del  norte  de  Chile 
El escritor y crítico Omar Pérez Santiago persevera en la línea de interpretación de Guzmán y destaca el giro que impone la narrativa de Rojas Pachas al norte chileno y al canon nacional dominado por el centro. En relación con el epígrafe destaca dos elementos, el carácter culto y letrado del autor y también su espíritu "freak" lleno de citas pop y referencias a cómics, videojuegos y música. En su texto Novelas de la Distopía Chile, señala: "Rojas Pachas tiene un estilo fragmentario, saturado de citas pop o punk rock. Es un escritor existencial, pues mientras todo eso le pasa, él sigue preguntándose por qué escribe. Eso le da onda existencial. Y como el personaje está influenciado con el estructuralismo que aprendió en una universidad chilena, cita a Enrique Lihn y al estructuralismo francés. Guattari, Barthes". 

## Análisis de la obra
El crítico Gonzalo Ortega destaca que una de las bondades que expone la novela es el escape que proporciona la ficción. El escritor, con su rabia y rechazo de no pertenecer a los patrones de consumo, va transformando esas sensaciones en cuentos: las degradaciones sociales y culturales que se ocultan. Las temáticas expuestas se disfrutan como ese velo que no se desea correr: el cultismo pop, la pornografía, asesinatos, violaciones, incestos entre hermanos, homofobia. La expulsión de lo vivido vaciándose hacia una sociedad violenta y enferma.
La lectura del escritor y crítico Víctor Quezada se centra en las vidas yuxtapuestas e indica: "¿Qué haría, entonces, suponer que esas historias intercaladas sean “vidas imaginadas” y no la otra historia, la historia de quien escribe? Me pregunto, ¿no será la huella del yo como cita suficiente evidencia de que esa historia es la vida imaginada?"
El 2015 el animador Alfredo Lewin recomendó la lectura del libro y en su análisis selañó que Random se trataría de una novela tipo Rayuela_(novela) en clave rock. Un registro del programa lo dejó en su cuenta de Twitter. 
@alfaxis. «Aqui van, Lima, Santiago via Texas, Buenos Aires, literatura emergente de Narrativa Punto Aparte» (tuit)  – via X/Twitter. 
Finalmente, Patricia Espinosa destaca el tema del encubrimiento de la autoría y la contaminación de la figura del escritor producto del mal. La crítica literaria señala: "Si bien es cierto que el libro opera destruyendo la presencia de ejes narrativos, aun así queda en pie un protagonista. Oculto, subsumido en una diversidad de historias". Para Espinosa el personaje que articula el volumen se encuentra ahogado y destaca: "Lo atractivo de arrastrarlo hacia una posición secundaria, mediante la presencia de ficciones generadas por él mismo, aunque encubriendo su autoría".